# Pierre de Cros
Pierre de Cros de Calimafort (auch Pierre Ier de Cros oder Pierre du Cros; * in Calimafort, Frankreich; † 23. September 1361 in Avignon) war ein französischer Kardinal.

## Leben
Pierre de Cros war der Neffe oder Cousin von Papst Clemens VI. Ebenso war er mit Papst Gregor X., dem Kardinal Jean de Cros und dem Pseudokardinal Pierre de Murat de Cros verwandt.
Nach seinen Studien in Paris erwarb er einen Magister der Theologie. Er war Professor für Theologie an der Sorbonne in Paris. Später wurde er Provisor und 1342 Dekan des Domkapitels von Paris.
Er wurde am 31. August 1344 zum Bischof von Senlis ernannt. Am 1. Dezember 1349 wechselte er auf den bischöflichen Stuhl von Auxerre. Im Konsistorium vom 17. Dezember 1350 erhob Papst Clemens VI. ihn zum Kardinalpriester von Santi Silvestro e Martino ai Monti. Aufgrund seiner engen Verwandtschaft gilt er als dessen Kardinalnepot. Ab dem 5. April 1351 gehörte er zur Päpstlichen Kurie in Avignon. Er nahm am Konklave 1352 teil, das Papst Innozenz VI. wählte.
Er starb 1361 an der Pest und wurde in der Kathedrale von Avignon bestattet.